# VideoMarathon
VideoMarathon er en årlig tilbagevendende nordisk event skabt af David Peter Fox, som har været afholdt siden 2001. Ideen går ud på at deltagerne skal lave en film efter et enkelt emne på 48 timer. Ved start oplyses emnet som er hemmeligt og herefter skal deltagerne selv optage og klippe deres film.
VideoMarathon blev støttet af Det Danske Filminstitut, Københavns Kommune, Københavns Amt og LO. Herudover blev arrangementet støttet af en lang række private firmaer, bl.a. Politiken, Apple Computer, Øksnehallen, Nordisk Film, Yahoo, Y&R, Zentropa, TDC. Samt en flere tv stationer bl.a. DR TV, SVT, TV2 Norge, MTV Nordic, TV 1000.
VideoMarathon blev afhold både i København, Stockholm og Oslo samtidigt.

## Konkurrencen
Konkurrencen starter på Axeltorv i København. Deltagerne skal kun medbringe et videokamera – der opstilles computere til klipningen. Gennem hele processen gøres deltagelsen så enkel som mulig, idet grundtanken er at alle skal kunne være med. Juryen består af anerkendte film- og tv-folk. Formmæssigt er der frit valg. Filmene bedømmes ud fra hvor godt de behandler emnet, uanset om der bruges skuespillere eller ej. Deltagerne til VideoMarathon er enkeltpersoner. Dvs. den tilmeldte krediteres både som instruktør og filmklipper; kun denne person må være til stede under klipningen. Det er tilladt at bruge både skuespillere og andre hjælpere under optagelserne. På den måde kan en deltager sagtens have et stort hold til at hjælpe sig.
Idé og ankermand bag VideoMarathon er filminstruktør David Peter Fox som fik arrangementet startet med Tilrettelægger Martin Gibskov Bruun og Ingeniør Jan Jensen samt flere andre frivillige som lagde mange kræfter i projektet. 
Deres Facebookside tyder ikke på at eventet er kommet i gang igen efter pandemien.
Ideen om at lave en film indenfor 48 timer bredt sig til mange lande og går under navnet 48hour film project. 